# Francois-Joseph Servois
François-Joseph Servois (Mont-de-Laval, Doubs, 19 de julho de 1767 – Mont-de-Laval, 17 de abril de 1847) foi um sacerdote, oficial militar e matemático francês. Sua mais notável contribuição foi a publicação Essai sur un nouveau mode d’exposition des principes du calcul différentiel em 1814, onde foi o primeiro a introduzir os termos matemáticos para comutatividade e distributividade.

## Formação e carreira
Servois nasceu em 18 de julho de 1767 em Mont-de-Laval, França, filho de Jacques-Ignace Servois, um comerciante local, e de Jeanne-Marie Jolliet. Pouco se sabe sobre o início de sua vida, exceto que ele tinha pelo menos uma irmã, com a qual morou depois de se aposentar. Frequentou várias escolas religiosas em Mont-de-Laval e Besançon, com a intenção de se tornar sacerdote. Foi ordenado em Besançon, aproximadamente no início da Revolução Francesa. Sua atividade como sacerdote durou pouco. Quando as tensões na França antes da Revolução Francesa começaram a aumentar, ele deixou o sacerdócio para ingressar no Exército Francês em 1793. Ele entrou oficialmente na École d'Artillerie em Châlons-en-Champagne em 5 de março de 1794, e foi comissionado como Segundo Tenente no Primeiro Regimento de Artilharia a Pé até 13 de novembro do mesmo ano. Durante seu tempo no exército Servois esteve envolvido ativamente em muitas batalhas, incluindo a travessia do Reno, a Batalha de Neuwied e a Batalha de Paris (1814).
Foi durante o tempo de lazer no exército que ele começou a se dedicar seriamente ao estudo da matemática. Ele sofria de problemas de saúde durante seus anos como oficial, e isso o levou a solicitar uma posição militar inativa como professor de matemática. Ele chamou a atenção de Adrien-Marie Legendre com alguns de seus trabalhos e, por recomendação de Legendre, foi designado para sua primeira posição acadêmica, como professor na École d'Artillerie em Besançon, em julho de 1801. Lecionou em várias escolas de artilharia na França, incluindo Châlons-en-Champagne (março de 1802 - dezembro de 1802), Metz (dezembro de 1802 - fevereiro de 1808, 1815-1816) e La Fère (fevereiro de 1808 - 1814, 1814-1815).

## Trabalho em matemática
Como muitos de seus colegas que ensinaram nas escolas militares da França , Servois acompanhou de perto os desenvolvimentos em matemática e procurou fazer contribuições originais para o assunto. Por meio de sua experiência nas forças armadas, em sua primeira publicação, Solutions peu connues de différents problèmes de géométrie pratique, baseou-se em noções de geometria moderna e as aplicou a problemas práticos, trabalho bem recebido recebido e proeminente matemático francês Jean-Victor Poncelet.
Servois apresentou várias memórias à Académie des Sciences, incluindo uma sobre os princípios do cálculo diferencial e o desenvolvimento de funções em série. Publicou também artigos no Annales de Gergonne , começando a formalizar sua posição sobre os fundamentos do cálculo. Como discípulo de Joseph-Louis Lagrange, acreditava fortemente que a estrutura do cálculo deveria ser baseada em séries de potências, em oposição a limites ou valores infinitesimais.

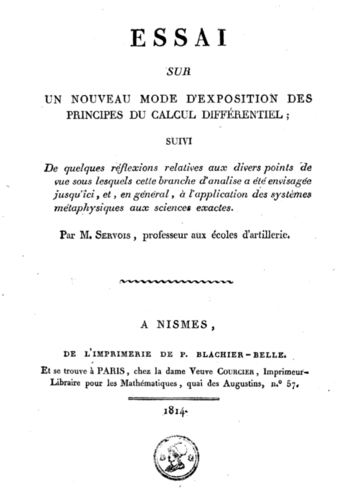
Página frontal de Essai (1814)

No final de 1814 consolidou suas ideias em uma formalização algébrica do cálculo em sua obra mais célebre, Essai sur un nouveau mode d'exposition des principes du calcul différential. Foi neste artigo, ao considerar equações funcionais abstratas de cálculo diferencial, que propôs os termos "comutativo" e "distributivo" para descrever propriedades de funções.